# Seneca, Quận Shawano, Wisconsin
Seneca là một thị trấn thuộc quận Shawano, tiểu bang Wisconsin, Hoa Kỳ. Năm 2010, dân số của thị trấn này là 539 người.